# Gare de Louroux-de-Bouble
La gare de Louroux-de-Bouble est une gare ferroviaire française de la ligne de Commentry à Gannat, située sur le territoire de la commune de Louroux-de-Bouble dans le département de l'Allier et la région Auvergne-Rhône-Alpes.
C'est une halte voyageurs de la Société nationale des chemins de fer français (SNCF) du réseau TER Auvergne-Rhône-Alpes desservie par des trains express régionaux. 

## Situation ferroviaire
Établie à 500 mètres d'altitude, la gare de Louroux-de-Bouble est située au point kilométrique (PK) 367,027 de la ligne de Commentry à Gannat entre les gares de Lapeyrouse et de Bellenaves. 
Cette gare comporte un évitement qui permet le croisement des trains sur la voie unique. Elle est ouverte au service de l'infrastructure.
Entre Louroux-de-Bouble et Bellenaves se situe le viaduc du Bellon.

## Histoire
En 1924, on installe des pédales électriques en avant de signaux avancés non visibles du poste de manœuvre afin d'éviter un croisement accidentel de trains sur la voie unique.

## Fréquentation
De 2023 à 2015, selon les estimations de la SNCF, la fréquentation annuelle de la halte s'élève aux nombres indiqués dans le tableau ci-dessous.
| Année     | 2023  | 2022  | 2021  | 2020  | 2019  | 2018  | 2017  | 2016  | 2015  |
| --------- | ----- | ----- | ----- | ----- | ----- | ----- | ----- | ----- | ----- |
| Voyageurs | 3 963 | 3 290 | 2 003 | 1 987 | 2 647 | 1 573 | 1 693 | 3 188 | 3 372 |

## Service des voyageurs

### Accueil
Halte SNCF, c'est un point d'arrêt non géré (PANG) à accès libre.

### Dessertes
Louroux-de-Bouble est desservie par des trains du réseau TER Auvergne-Rhône-Alpes (ligne Montluçon - Clermont-Ferrand).